# Kléodiké
Kléodiké je v řecké mytologii dcerou zakladatele lakedaimónského království, krále Lakedaimóna.
Její matkou byla Sparta, dcera říčního krále Euróta. Měla bratry jménem Amyklás, budoucí následník trůnu, a Hímeros a sestru Eurydiku (není totožná s Orfeovou manželkou) a Asiné.
Bratr Hímeros byl silně ovlivňován bohyní Afrodítou. Jedné noci v něm probudila divokou milostnou touhu, které se neubránil a nevědomky svou vlastní sestru Kléodiké zbavil panenství. Když procitl a zjistil, co se stalo, vrhl se do řeky, která byla po něj potom pojmenována. Jak se s tímto činem vyrovnávala Kléodiké, není psáno.